# NEXT -ネクスト-
『NEXT -ネクスト-』（原題: Next）は、2007年のアメリカのSF・アクション・スリラー映画。フィリップ・K・ディックの1954年の短篇小説『ゴールデン・マン』を原作とし、リー・タマホリが監督、ニコラス・ケイジが主演を務めた。米国では2007年4月27日、日本では2008年4月26日に公開された。

## あらすじ
主人公のクリス（ニコラス・ケイジ）は2分先の未来を知ることのできる予知能力の持ち主で、その能力を隠してラスベガスのカジノでマジシャンのキャデラックと名乗って生活を送っていた。
ある事件をきっかけにクリスの特殊能力が本物だと確信するに至ったFBI捜査官フェリス（ジュリアン・ムーア）は、ロサンゼルスに核兵器と共に潜伏したテロリストを探し出すためクリスに捜査への協力を求めるが、面倒に巻き込まれたくないクリスは彼女の依頼を拒否し逃亡する。テロリストもクリスの能力を知り、彼の命を狙っている。
クリスは、普段は見る事の出来ない遠い先の未来で現れる女性リズ（ジェシカ・ビール）に出会い、互いに惹かれて恋に落ちていくが、フェリスがリズに接近して来たため、彼女に真実を話し、彼女を逃がす。しかしリズはテロリストに捕まってしまい、体に爆薬を巻き付けられて人質にされる。
クリスはFBIチームの先頭に立ち、波止場のコンテナ集積場に隠された核爆弾を発見すべく、リズの開放も目指して、予知能力を発揮して行くのだった。

## キャスト
※括弧内は日本語吹替
- クリス・ジョンソン - ニコラス・ケイジ（大塚明夫）

マジシャン。2分先の未来を知ることのできる予知能力の持ち主。ただし、リズに関しては随分未来の事も見えることから、かなり興味を持っている。能力を使ってカジノで儲けている。予知能力から相手の動きを読めて喧嘩も強いが、あえて殴られることで周囲の同情を引いて自分のペースに持ち込むなど頭も切れる。
- カリー・フェリス - ジュリアン・ムーア（沢海陽子）

FBI捜査官。核兵器に携わる事件を担当しており、クリスの予知能力を見抜いて事件解決の協力を要請する。
- リズ・クーパー - ジェシカ・ビール（安藤麻吹）

クリスの予知夢によく現れる女性。職業は先住民の子供たちの教師。ダイナーでクリスと初めて出会う。
- Mr.スミス - トーマス・クレッチマン（内田直哉）

テロリスト。女性をも躊躇なく殺害する冷酷な性格。
- キャバノー - トリー・キトルズ（英語版）（奈良徹）

FBI捜査官。
- ロイバル - ホセ・ズニーガ（松本大）

カジノの警備主任。あまりにも勝ちすぎているクリスがイカサマをしていると判断して捕まえようとするが逃げられる。カジノで事件を起こしたクリスと関わったことでFBI捜査官から事情聴取を受ける。後に膝を撃たれて喉を切り裂かれて殺害される。
- ウィズダム - ジム・ビーヴァー（水内清光）

NSA局長。
- ケンダル - マイケル・トルッコ（根本泰彦）

リズのストーカー。
- アーヴ - ピーター・フォーク（石田太郎）

クリスの友人。車の中古屋をしている。クリスの予知能力を知っており、予知にこだわったりするクリスを心配している。
- その他の日本語吹替：柳沢栄治、横堀悦夫、杉本ゆう、高宮俊介、高瀬右光、田坂浩樹、御園行洋、近藤広務、庄司宇芽香、千々和竜策、加納千秋

## 製作
主役とプロデューサーを兼任したニコラス・ケイジは、主人公の人格設定について大きな役割を果たした。主人公である「2分先の未来が見える男」の職業や、ある決断をするための動機も彼の意向によって方向づけられた。
ディックの原作短篇小説『ゴールデン・マン』とは、主人公の名前こそクリス・ジョンソンのままで、予知能力を持つ点は共通だが、クリスは金色の容姿ではない普通の中年男であり、登場人物や設定、物語の展開、結末などが翻案により大幅に異なっていて、全くの別作品となっている。

## 評価
レビュー・アグリゲーターのRotten Tomatoesでは131件のレビューで支持率は28%、平均点は4.60/10となった。Metacriticでは23件のレビューを基に加重平均値が42/100となった。